# Lady Soul
Lady Soul ist das dreizehnte Studioalbum der US-amerikanischen Soulsängerin Aretha Franklin und das dritte Album, das sie für Atlantic Records aufnahm. Es erschien am 22. Januar 1968. Lady Soul gilt nach I Never Loved a Man the Way I Love You als ihr zweites großes Meisterwerk.

## Hintergrund
Mit Lady Soul führte Aretha Franklin die erfolgreiche Zusammenarbeit mit Produzent Jerry Wexler und Tonmeister Tom Dowd fort. Ebenfalls wurde die Sängerin und Pianistin wieder von den Studiomusikern begleitet, die auch auf den beiden Vorgängeralben zum Einsatz kamen. Des Weiteren kehrte King Curtis ins Studio zurück, der zuvor bei den Aufnahmen zu I Never Loved a Man the Way I Love You Saxophon spielte. Erstmals wurde Franklin auch von Gitarrist Bobby Womack begleitet. Für den Song Good to Me As I Am to You griff Eric Clapton, damaliges Mitglied von Cream, zur Gitarre. Hintergrundgesang steuerten The Sweet Inspirations, Ellie Greenwich und Franklins Schwestern Carolyn und Erma bei.
Der Großteil der Titel sind Coverversionen von populären Songs, darunter Groovin’ von The Young Rascals, welcher im Jahr 1967 ein großer Hit war. Die Songs Since You’ve Been Gone (Sweet Sweet Baby) und Good to Me as I Am to You schrieb Franklin wiederum zusammen mit ihrem damaligen Ehemann und Manager Ted White. Die Studioaufnahmen zu Lady Soul fanden überwiegend im Februar und Dezember 1967 statt, beginnend mit (You Make Me Feel Like) A Natural Woman am 16. Februar 1967 und abschließend mit den Songs People Get Ready, Come Back Baby und Ain’t No Way, die am 20. Dezember 1967 fertiggestellt wurden. Der Song Chain of Fools wurde zwischenzeitlich am 23. Juni 1967 eingespielt. Die Arrangements übernahm Arif Mardin.
Lady Soul erschien am 22. Januar 1968 sowohl als Stereo- als auch als Mono-Ausgabe. Tom Dowd genoss durch seine Arbeit bei Atlantic Records den Ruf als Pionier der Stereo-Aufzeichnung. Neuveröffentlichungen auf CD enthalten zusätzliche Mono-Versionen.

## Titelliste
Seite 1
1. Chain of Fools (Don Covay) – 2:45
2. Money Won’t Change You (James Brown, Nat Jones) – 2:02
3. People Get Ready (Curtis Mayfield) – 3:35
4. Niki Hoeky (Jim Ford, Lolly Vegas, Pat Vegas) – 2:33
5. (You Make Me Feel Like) A Natural Woman (Gerry Goffin, Carole King, Jerry Wexler) – 2:37
Seite 2
6. Since You’ve Been Gone (Sweet Sweet Baby) (Aretha Franklin, Ted White) – 2:18
7. Good to Me as I Am to You (Aretha Franklin, Ted White) – 3:25
8. Come Back Baby (Walter Davis) – 2:29
9. Groovin’ (Felix Cavaliere, Eddie Brigati) – 2:45
10. Ain’t No Way (Carolyn Franklin) – 4:12
Bonustracks (CD)
1. Chain of Fools (Unedited Version) (D. Covay) – 4:22
2. (You Make Me Feel Like) A Natural Woman (Mono Single Version) (G. Goffin, C. King, J. Wexler) – 2:49
3. Since You’ve Been Gone (Sweet Sweet Baby) (Mono Single Version) (A. Franklin, T. White) – 2:28
4. Ain’t No Way (Mono Single Version) (C. Franklin) – 4:13

## Rezeption
Das Album gilt als weiterer Höhepunkt in der Karriere von Aretha Franklin und ist deshalb in vielen Bestenlisten vertreten. Die Musikzeitschrift Rolling Stone führt Lady Soul auf Platz 85 der 500 besten Alben aller Zeiten und Chain of Fool auf Platz 252 der 500 besten Songs aller Zeiten. In der Auswahl der 500 besten Alben von New Musical Express belegt es Platz 167. Pitchfork Media wählte Lady Soul auf Platz 29 der 200 besten Alben der 1960er Jahre. Die Zeitschrift Uncut setzte es auf Platz 152 der 200 besten Alben aller Zeiten.
Das Magazin Time nahm es in die Zusammenstellung der 100 wichtigsten Alben auf. Lady Soul gehört zu den 1001 Albums You Must Hear Before You Die.

„„Lady Soul“ wäscht einen einmal komplett durch – das ganze Programm an Gefühlslagen, in die man durch Musik geworfen werden kann. Wenn das Grau also am schwärzesten ist, sollte man „Lady Soul“ auflegen, um am Ende zu erkennen: Eigentlich ist alles gar nicht so schlimm und hoffnungslos. Und wenn doch, kann man zumindest gut dazu tanzen.“

„Lady Soul war das dritte und beste Album in dieser Kombination. Das Atlantic-Debüt I Never Loved A Man The Way I Love You hatte ihr Selbstvertrauen gestärkt, die Vielfalt auf Aretha Arrives zeigte die Stärken und Grenzen ihres Talents. Lady Soul konzentriert sich auf die Stärken. Arethas Leidenschaft für R&B – Don Covays Hymne „Chain of Fools“, ebenso wie „Since You’ve Been Gone“, mit Franklins unvergleichlichen Background-Sängerinnen The Sweet Inspirations – ist ihrer Leidenschaft für Gospel ebenbürtig: Curtis Mayfields „People Get Ready“, samt perfekter Orchesterbegleitung, arrangiert von Arif Martin. Eric Claptons Solo beim Blues „Good To Me As I Am To You“ bezieht zeitgenössische Tendenzen im Rock’n’Roll ein. Ansonsten präsentiert Lady Soul die Meister (Mayfield, James Brown, Ray Charles) mit Flair und großer Kompetenz. „A Natural Woman“ ist das Highlight der LP; es ist auch Arethas Reise als Künstlerin, wenn sie diesem wunderschönen Lied der Komponisten Carole King und Gerry Goffin die in Memphis gelernte Ehrlichkeit und Leidenschaft verleiht, und dabei ihre wahre Stimme findet.“